# Falcuna overlaeti
Falcuna overlaeti is een vlinder uit de familie van de Lycaenidae. De wetenschappelijke naam van de soort is voor het eerst geldig gepubliceerd in 1963 door Stempffer & Bennett.